# Epiplema turbidaria
Epiplema turbidaria är en fjärilsart som beskrevs av Walker 1862. Epiplema turbidaria ingår i släktet Epiplema och familjen Uraniidae. Inga underarter finns listade i Catalogue of Life.